# هضبة سيبيريا الوسطى

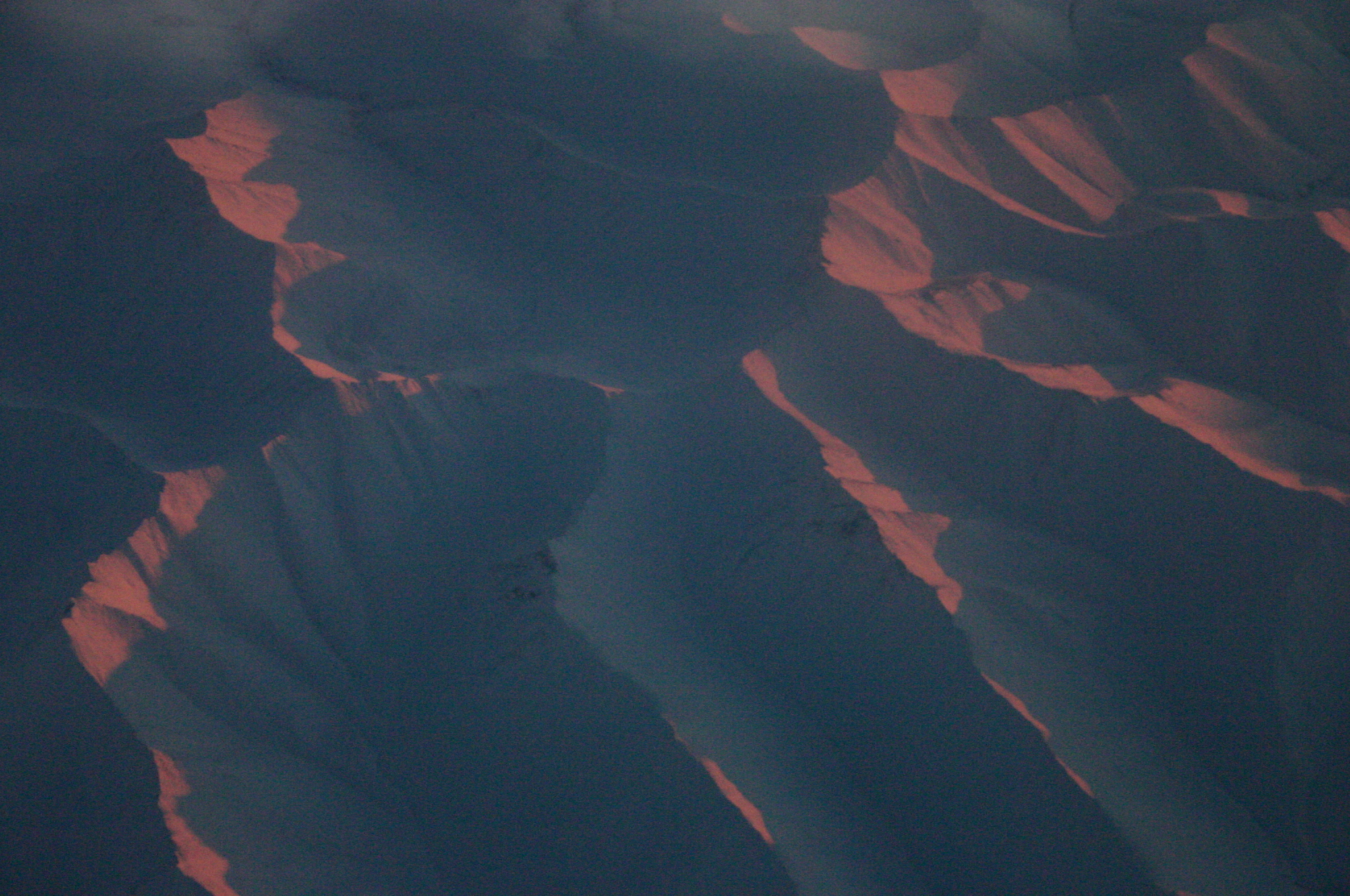
منظر جوي لسيبيريا (Siberia)

تتكون هضبة سيبيريا الوسطى (Central Siberian Plateau) ((بالروسية: Среднесиби́рское плоского́рье)‏) من الأسطح الحادة المشكلة من الارتفاعات المختلفة والتي تحتل معظم سيبيريا (Siberia) بين ينيسي (Yenisei River) ولينا. وهي تمتد على مساحة تبلغ 3.5 ملايين كيلو متر مربع. تعتبر جبال بوتوران (Putoran Mountains) التي يبلغ ارتفاعها 1701 متر أعلى نقطة بها. وتقع جبال بوتوران شمال الهضبة بينما تقع سيان (Sayan Mountains) الشرقية وجبال بيكال (Baikal Mountains) في الشمال. ويوجد ناحية الشرق أرض ياكوتس (Yakuts) المنخفضة. تغطي هضبة سيبيريا الوسطى (Central Siberian Plateau) ثلث مساحة سيبيريا.
تتميز الهضبة قاري وصيف دافئ قصير وشتاء طويل شديد البرودة. معظم المنطقة تكسوها أشجار الصنوبر (يتوفر بها اللارتس بشكل خاص). يعد نهر تونغوسكا السفلى (Lower Tunguska) النهر الرئيسي للهضبة. إن الموارد المعدنية، المعروفة جيولوجيًا باسم مصاطب سيبيريا (Siberian Traps)، غنية جدًا وتشمل الفحم، الحديد الخام، الذهب، والبلاتين، والماس، والغاز الطبيعي. تحتل روسيا (Russia) المرتبة الثانية بعد جنوب إفريقيا (South Africa) في إنتاج البلاتين، وتنتج 30٪ من احتياجات العالم كافة.

## وصلات خارجية
- زوال كساء سيبيريا (The Demise of the Siberian Plume)
- دليل السفر رقم 1 (№1 Travel Guide)